# 俣野博
俣野 博（またの ひろし、1952年7月28日 - ）は、日本の数学者。東京大学名誉教授。専門は非線形解析と非線形偏微分方程式。

## 略歴
洛星高等学校を経て、1971年4月 京都大学理学部に進学。1975年4月同大学の大学院理学研究科数理解析専攻修士課程、1977年4月 同博士課程進学、1979年3月 同退学、同年4月から東京大学理学部助手。1982年3月博士号取得
（論文主査は、山口昌哉）。広島大学理学部講師、助教授を経て、1988年 東京大学理学部助教授、1991年 同教授、1992年 東京大学大学院数理科学研究科教授、2017年退官、名誉教授。2018年１月 明治大学特任教授。

## 職歴
- 1979年 4月 東京大学理学部助手
- 1982年 4月 広島大学理学部講師
- 1985年12月 同 助教授
- 1988年 4月 東京大学理学部助教授
- 1991年 4月 同 教授
- 1992年 4月 東京大学大学院数理科学研究科教授
- 2017年12月 退官、名誉教授
- 2018年 1月 明治大学研究・知財戦略機構特任教授
- 2023年　　 同 研究推進員(客員研究員)

## 業績
反応拡散方程式などの放物型偏微分方程式の解析に無限次元力学系的な視点を導入した。放物型方程式の漸近挙動や定常解の安定性の理論的基礎付け、そこから抽象的な構造を抽出した順序保存力学系の一般論の構築、1次元単独放物型方程式の解析を行うための強力な手法である零点数非増大定理の一般論や、爆発問題・漸近挙動への応用等、非線形解析の多方面にわたり、先駆的な業績がある。

## 受賞および講演歴
- 1990年 日本数学会春季賞受賞[6]
- 1994年 ICM 1994 Zurich 招待講演[7]

## 著作
日本語
- 『微分方程式と固有関数展開』(岩波書店)
- 『常微分方程式入門―基礎から応用へ』(岩波書店)
- 『現代数学への入門　熱・波動と微分方程式』(岩波書店)
- 『現代解析学への誘い (現代数学への入門)』(岩波書店)